# Geelgroene wespenorchis
De geelgroene wespenorchis (Epipactis muelleri) is een vaste plant, die behoort tot de orchideeënfamilie. De soort staat op de Nederlandse Rode Lijst van planten als zeer zeldzaam en sterk afgenomen. Ook is de plant wettelijk beschermd. De plant komt voor in Zuid-Limburg. De geelgroene wespenorchis is een zelfbestuiver.
De plant wordt 25-70 cm hoog en heeft een stijve, groengele, behaarde stengel. De in twee rijen staande, sikkelvormige bladeren zijn geelgroen, zwak gootvormig en hebben een regelmatig gegolfde bladrand.
De geelgroene wespenorchis bloeit in juli en augustus met 7-11 mm grote, geelachtig groene bloemen. De bloemen zijn naar één zijde gericht. Het vruchtbeginsel is kaal of iets behaard.
De vrucht is een doosvrucht, die veel zaadjes bevat. Het fijne zaad bevat geen reservevoedsel en kiemt alleen als een wortelschimmel (mycorrhiza) het zaad binnen dringt. De kiem wordt omsloten door een los fijnmazig netzakje.
De plant komt voor op kalkhoudende grond in lichte bossen.

## Namen in andere talen
De namen in andere talen kunnen vaak eenvoudig worden opgezocht met de interwiki-links. De plant is vernoemd naar de Duitse bioloog Hermann Müller.
- Duits: Müllers Ständelwurz, Müllers Sitter
- Engels: Mueller's helleborine
- Frans: Epipactis de Müller